# 上伊那広域連合
上伊那広域連合（かみいなこういきれんごう、英：Kamiina Wide Area Union）は長野県南信地方の上伊那地域にある広域連合である。伊那市、駒ヶ根市および上伊那郡に属する町村で構成される。

## 概要
上伊那広域連合議会、上伊那広域連合事務局などの組織がある。業務内容は介護、ごみ処理施設（上伊那クリーンセンター）、常備消防事務などが行われている。

## 常備消防

### 広域消防本部

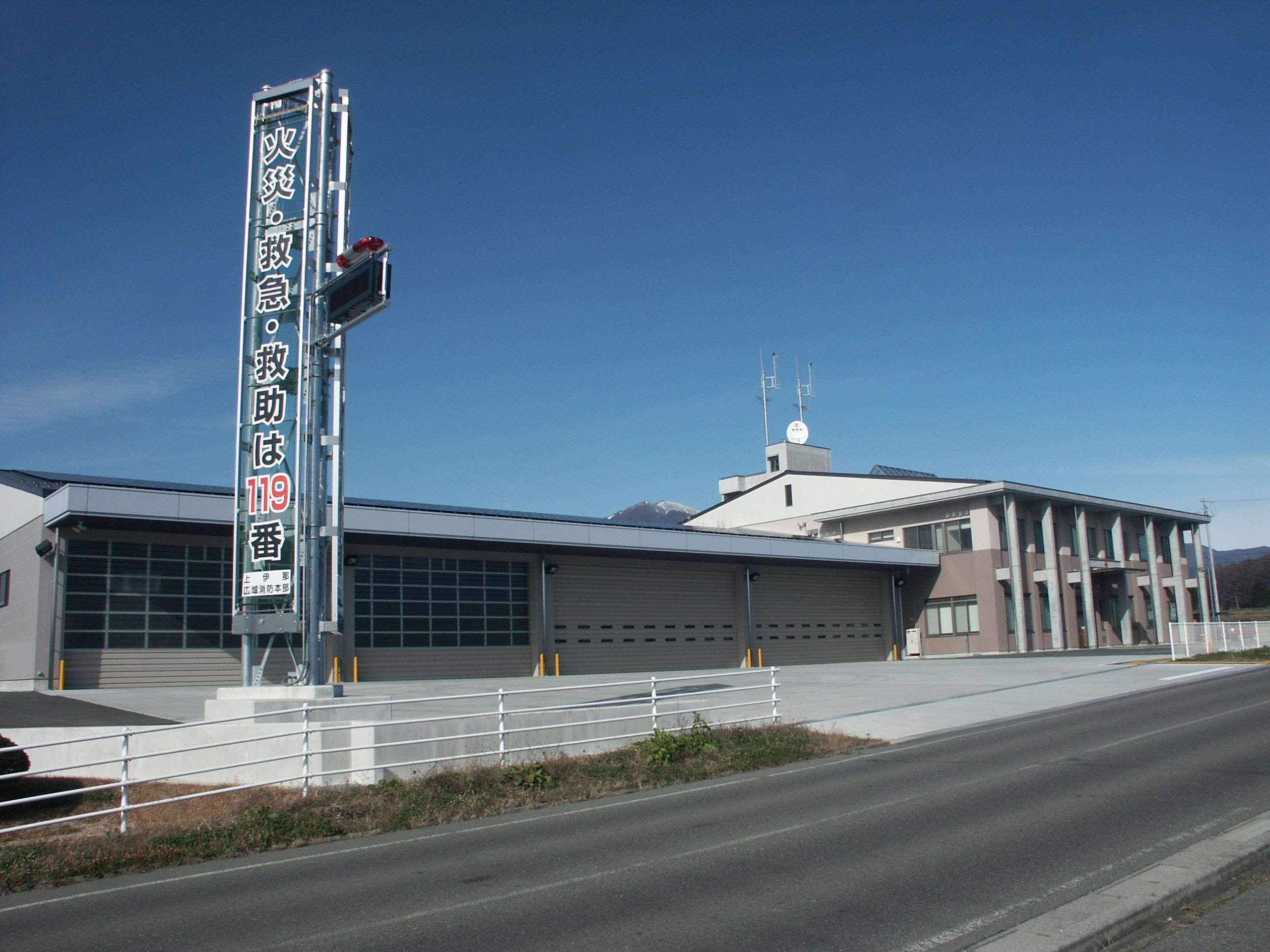
上伊那広域消防本部・伊那消防署庁舎

- 上伊那広域消防本部は、上伊那広域連合が運営する消防本部である。2015年 (平成27年)4月1日、伊那消防組合消防本部と伊南行政組合消防本部を統合して発足した。
- 消防本部所在地：長野県伊那市荒井4606番地1

### 消防署
| 消防署       | 住所                     |
| ------------ | ------------------------ |
| 伊那消防署   | 伊那市荒井4606-1         |
| 高遠消防署   | 伊那市高遠町西高遠835-1  |
| 辰野消防署   | 辰野町中央1              |
| 箕輪消防署   | 箕輪町中箕輪松島10284-1  |
| 伊南北消防署 | 駒ヶ根市飯坂1丁目12番7号 |
| 伊南南消防署 | 飯島町本郷263-1          |

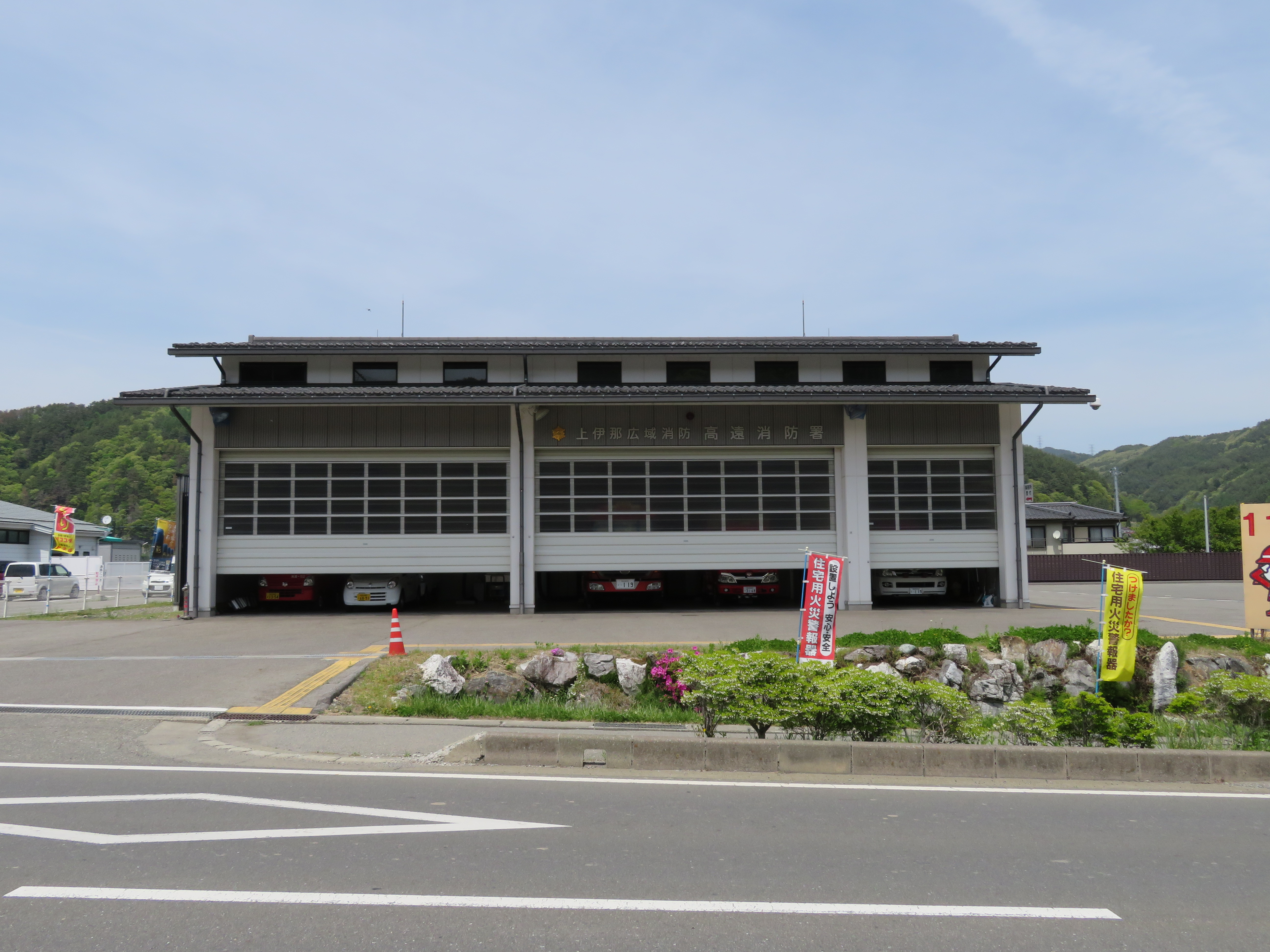
高遠消防署
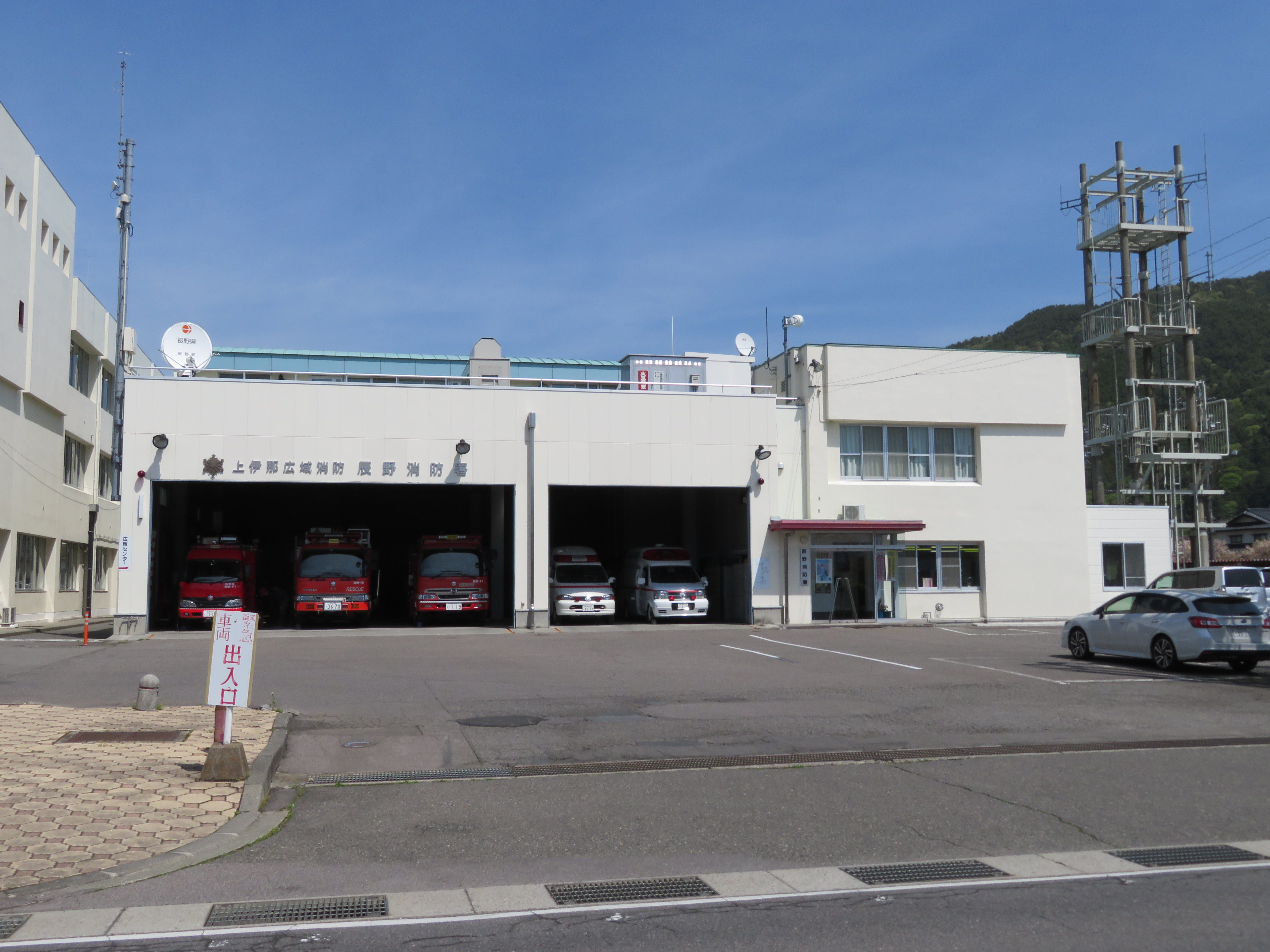
辰野消防署
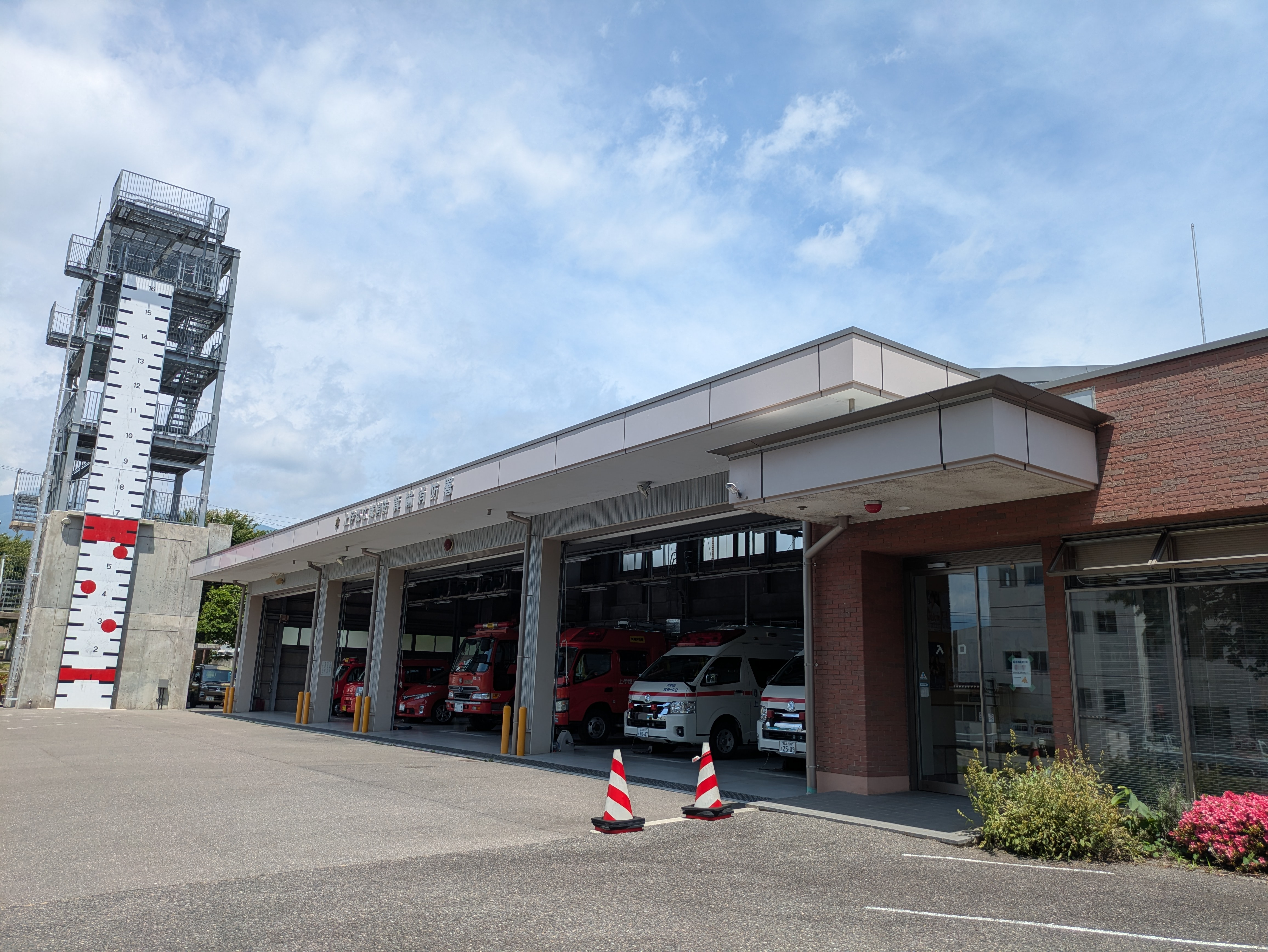
箕輪消防署
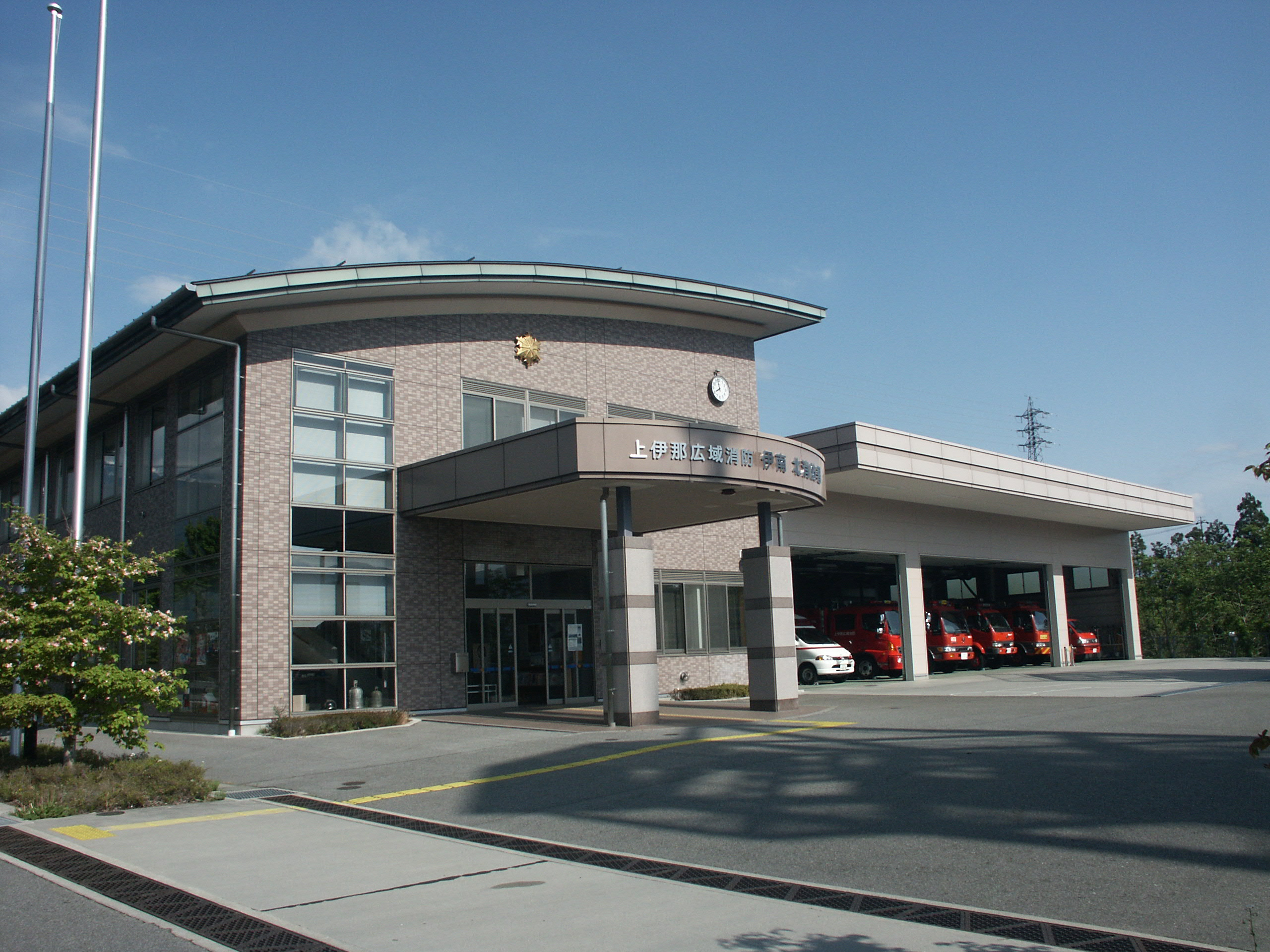
伊南北消防署
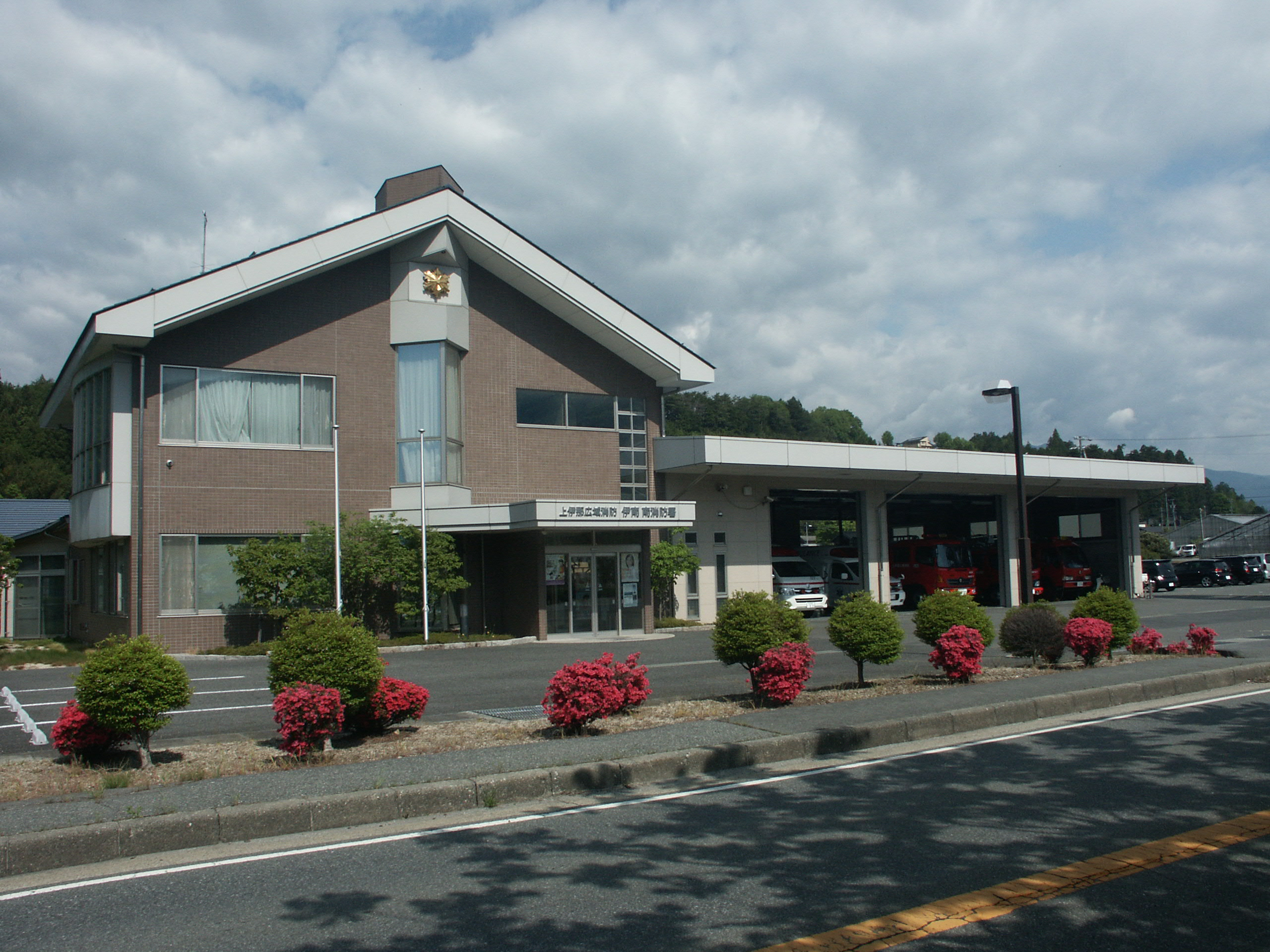
伊南南消防署